# Franz von Papen
Franz Joseph Hermann Michael Maria von Papenⓘ (ur. 29 października 1879 w Werl, zm. 2 maja 1969 w Obersasbach) – polityk Republiki Weimarskiej (Partia Centrum) i początków III Rzeszy, niemiecki dyplomata.

## Dzieciństwo i nauka
Papen urodził się w bogatej rodzinie w Werl w Westfalii, był trzecim dzieckiem Friedricha von Papen-Köningen (1839–1906) i Anny Laury von Steffens (1852–1939).
Papen uczył się w korpusie kadetów w Bensberg. Po czterech latach nauki odbył trzyletni staż w akademii wojskowej w Lichterfelde. Papen dołączył do niemieckiego sztabu generalnego jako kapitan w marcu 1913 roku.

## Działalność polityczna
Od czerwca do grudnia 1932 kanclerz Rzeszy na czele pozaparlamentarnego rządu o profilu skrajnie konserwatywnym.
Najważniejszym posunięciem rządu Papena było odsunięcie od władzy w Prusach socjaldemokratycznego (SPD) rządu Ottona Brauna i wprowadzenie zarządu komisarycznego rządu Rzeszy (20 lipca 1932). Oznaczało to utratę kontroli nad administracją największego kraju związkowego Rzeszy (2/3 terytorium państwa) przez największe ugrupowanie republikańskie i antyhitlerowskie i w konsekwencji pośrednie utorowanie drogi do władzy NSDAP – największego ugrupowania antyparlamentarnego i antyrepublikańskiego. Komisarzem Rzeszy w Prusach został sam Franz von Papen. 12 września 1932, wobec braku gotowości do ustąpienia po wyborach z 31 lipca 1932, kiedy to NSDAP zdobyła 230 mandatów, olbrzymią większością głosów (512:42) Reichstag uchwalił wobec niego wotum nieufności. Po popadnięciu 17 listopada w konflikt z własnym gabinetem został odsunięty od władzy przez Kurta von Schleichera, który obiecał prezydentowi Hindenburgowi stworzenie większości w Reichstagu poprzez dokonanie rozłamu w NSDAP (p. Gregor Strasser). W wyniku fiaska polityki Schleichera w tej kwestii, von Papen był osobą pośredniczącą w tajnych rozmowach pomiędzy Hitlerem a Hindenburgiem. Ich efektem było zdymisjonowanie rządu Schleichera (28 stycznia 1933) i mianowanie w dniu 30 stycznia 1933 Adolfa Hitlera kanclerzem Rzeszy. W rządzie Hitlera (początkowo koalicyjnym – NSDAP i DNVP) Papen objął stanowisko wicekanclerza.
Cieszył się zaufaniem prezydenta Paula von Hindenburga. 20 lipca 1933 roku kardynał Pacelli (późniejszy papież Pius XII) podpisał w Rzymie konkordat z Niemcami. Negocjacje konkordatu prowadził w imieniu rządu Rzeszy von Papen i on też ze strony niemieckiej podpisał ten dokument. Na mocy konkordatu Watykan miał wycofać poparcie dla niemieckiej partii katolickiej Centrum (która 6 lipca 1933 jako ostatnia partia demokratyczna Niemiec podjęła wymuszoną przez reżim decyzję o samorozwiązaniu). Prócz tego artykuł 14 tego układu głosił: „Bulle nominacyjne dla arcybiskupów, biskupów, koadiutorów z prawem następstwa lub prałata niezależnego wtedy dopiero zostaną wydane, gdy nazwisko kandydata przedstawione zostanie pełnomocnikowi Rzeszy w odnośnym kraju i zostanie ustalone, że nie istnieją przeciwko niemu zastrzeżenia natury ogólnopolitycznej”.
17 czerwca 1934 na uniwersytecie w Marburgu von Papen wygłosił przemówienie (autorstwa Edgara Junga), w którym publicznie wezwał do powrotu do praworządności i swobody wypowiedzi w życiu publicznym Niemiec, zniweczonej w konsekwencji rządów NSDAP. Rozpowszechnianie tekstu przemówienia wicekanclerza Rzeszy zostało zablokowane przez cenzurę, zaś Adolf Hitler rozpoczął ostateczne przygotowania do krwawej czystki politycznej, mającej zabezpieczyć jego władzę wobec spodziewanej rychłej śmierci prezydenta Hindenburga – formalnego i faktycznego zwierzchnika sił zbrojnych Rzeszy. Czystka została przeprowadzona siłami SS przy faktycznym, uzyskanym w ostatniej chwili przez Hitlera, poparciu armii. Rozpoczęta w nocy z 29 na 30 czerwca 1934 była skierowana z jednej strony przeciwko kierownictwu SA (na czele z Ernstem Roehmem), z drugiej przeciw oponentom Hitlera w kręgach chadeckich, narodowokonserwatywnych i potencjalnym przywódcom opozycji (Kurt von Schleicher, Gregor Strasser). Czystkę określono jako tzw. Noc długich noży.
Po nocy długich noży, w czasie której zamordowano również bliskich współpracowników Papena (Herbert von Bose, Edgar Jung), Papen został przejściowo internowany w areszcie domowym. 1 lipca 1934 zrezygnował z urzędu wicekanclerza. Po śmierci Hindenburga (2 sierpnia 1934) wobec połączenia dekretem rządu Rzeszy urzędów Prezydenta i Kanclerza Rzeszy i oficjalnego powierzenia nowego urzędu („Führer i Kanclerz Rzeszy”) Adolfowi Hitlerowi urząd wicekanclerza został zlikwidowany z dniem 7 sierpnia 1934.

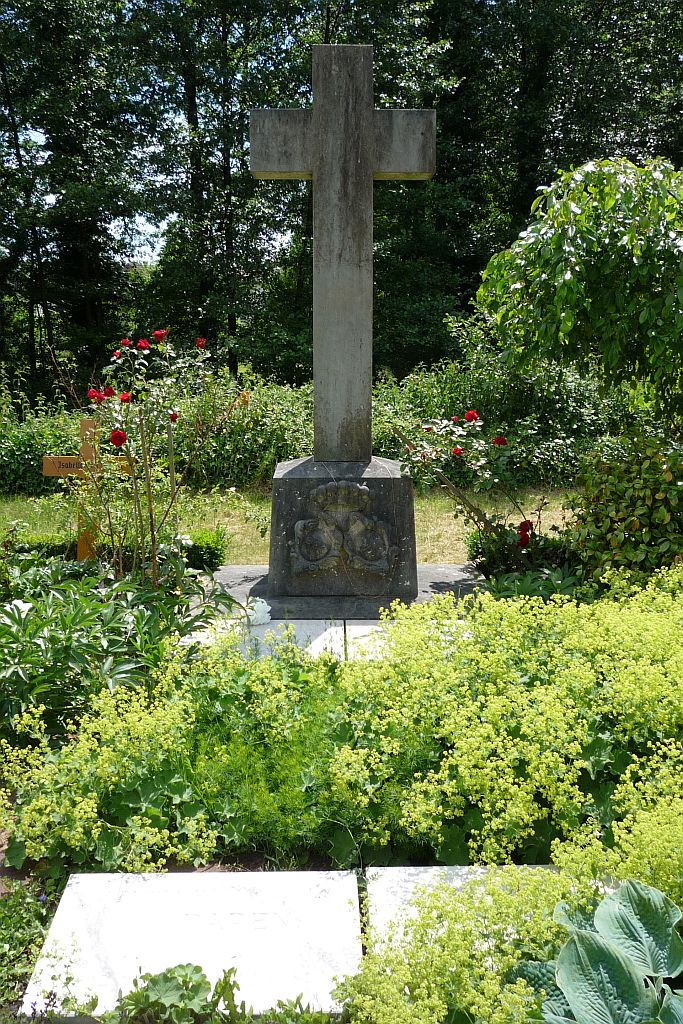
Grób Franza von Papena w Wallerfangen

Papen był następnie ambasadorem w Austrii (1934–1938 – do Anschlussu), później w Turcji (1939–1945). Nazywany był „Sługusem Hitlera” i „Diabłem w cylindrze”. W czasie procesu norymberskiego uniewinniony, lecz skazany przez komisję denazyfikacyjną na osiem lat robót przymusowych. Został zwolniony w 1949. W 1959 otrzymał od Jana XXIII tytuł tajnego szambelana papieskiego.

## Gabinet von Papena
- Franz von Papen – kanclerz Rzeszy

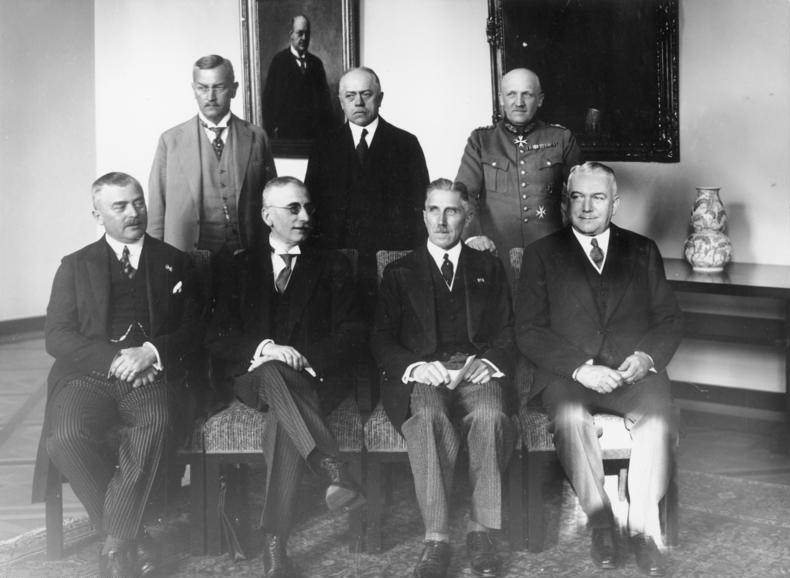
Gabinet von Papena

- Konstantin von Neurath – minister spraw zagranicznych
- Wilhelm von Gayl (DNVP) – minister spraw wewnętrznych
- Lutz Schwerin von Krosigk – minister finansów Rzeszy
- Hermann Warmbold – minister gospodarki Rzeszy
- Hugo Schäffer – minister pracy Rzeszy
- Franz Gürtner (DNVP) – minister sprawiedliwości Rzeszy
- Kurt von Schleicher – minister obrony (Reichsheer)
- Paul Eltz von Rübenach – minister poczty i transportu Rzeszy
- Magnus von Braun – minister rolnictwa Rzeszy

- 29 października 1932 – Franz Bracht i Johannes Popitz weszli do rządu jako ministrowie bez teki.